# Kilyénfalva
Kilyénfalva (románul Chileni) Romániában Hargita megyében. Közigazgatásilag Gyergyóújfaluhoz tartozik.

## Fekvése
A Gyergyószentmiklóstól 7 km-re délre a Visszafolyó-patak két partján fekvő Gyergyóújfaluval összeépült település egykor Tekerőpatakból szakadt ki.

## Nevének eredete
Nevét Szent Kilián tiszteletére szentelt régi templomáról kapta.

## Története
A falu első fakápolnája 1646-ban épült, 1659-ben kőből újjáépítették. 1663-ban a faluban kolera pusztított. Mária Magdolna tiszteletére szentelt római katolikus temploma a korábbi gótikus kápolna helyett 1761-ben épült. 1831-ben megújították, tornyát pedig – mivel korábban villám sújtotta – újjáépítették. 1863. július 4-én tűzvész pusztított a faluban. Parókiája előtt egy fúrás következtében vastartalmú borvíz tört fel. 1910-ben 886, 1992-ben 860 magyar lakosa volt. A trianoni békeszerződésig Csík vármegye Gyergyószentmiklósi járásához tartozott.

## Híres emberek
- Itt született 1887-ben György Dénes szavalóművész
- Itt született 1909-ben Jakab Antal püspök
- Itt született Fodor Ferenc szemészprofesszor
- Itt született 1915. április 18-án Péter Mihály nagyváradi őrkanonok
- Itt született 1937-ben Máthé József magyar irodalomtörténész
- Itt született 1948-ban Albert Homonnai Márton építész

## Képgaléria
- Képek Kilyénfalváról a www.erdely-szep.hu honlapon